# Aveley
Aveley is een plaats in het bestuurlijke gebied Thurrock, in het Engelse graafschap Essex. De plaats telt 8.381 inwoners.